# جیمز اتکینسون (ورزشکار)
جیمز اتکینسون (انگلیسی: James Atkinson; ۱۰ ژانویهٔ ۱۹۲۹ – ۳۱ ژوئیهٔ ۲۰۱۰) اهل ایالات متحده آمریکا بود.